# 北条益時
北条 益時（ほうじょう ますとき）は、鎌倉時代末期の赤橋流北条氏の一族・武将。

## 略歴
第16代執権・北条守時の子とされているが、一説に守時の弟の宗時の子ともされる。足利尊氏の義理の甥に当たる。
正慶2年/元弘3年（1333年）5月18日、新田義貞の鎌倉攻めの際に守時と共に敗北、自害した。